# Joaquín Mosquera
Joaquín Mariano de Mosquera-Figueroa y Arboleda-Salazar conocido simplemente como Joaquín Mosquera (Popayán, 14 de diciembre de 1787-Ibídem, 4 de abril de 1878) fue un jurista, diplomático, empresario y político colombiano. 
Gran Jurista, se destacó como dirigente civil en su ciudad durante las luchas de independencia, llegando a ocupar durante la época de la Gran Colombia un escaño en el Congreso y responsabilidades ministeriales.
Mosquera ocupó la presidencia de la República entre junio y septiembre de 1830, y luego nuevamente de forma simbólica entre mayo y noviembre de 1831. También se desempeñó como vicepresidente de la Nueva Granada durante el gobierno de José Ignacio de Márquez.
A lo largo de su carrera rechazó el ofrecimiento de varios cargos públicos como, por ejemplo, la dirección del Crédito Público en Popayán en 1825. Mosquera perteneció a diversas corporaciones científicas y literarias y fue entusiasta de la instrucción popular. Se distinguió como orador. 
Durante su corta presidencia fue víctima de un golpe de Estado en 1830 dirigido por Rafael Urdaneta. Intentó sanar las finanzas del país bajando los salarios de los funcionarios públicos. Intentó frenar la separación de Ecuador de Colombia, pero sus esfuerzos se desvanecieron meses después.

## Biografía
Joaquín Mosquera nació en Popayán el 14 de diciembre de 1787, en el seno de la familia más influyente y poderosa de su región, los Mosquera.
A la edad de 5 años ya sabía leer y había ingresado en la escuela pública. Luego pasó al Seminario de su ciudad y años más tarde se trasladó a Santafé, a la casa de su tío Francisco Javier de Vergara, con el fin de estudiar derecho, donde obtuvo el título de Bachiller en Filosofía en el Colegio Mayor de Nuestra Señora del Rosario en 1806.
El prestigio de su padre le permitió a Mosquera pertenecer a la junta de gobierno de Popayán de 1810, y luego se vinculó a la carrera de las armas y participó en varias campañas, llegando a ser capitán. En 1815 Mosquera viajó a Jamaica para dedicarse a los negocios de su padre en la isla, encargándose de la educación de uno de sus hermanos, Tomás Cipriano de Mosquera, regresando juntos a Colombia en 1818.
Los Mosquera gozaron de inmunidad durante la Guerra de Independencia, beneficiándose de los tratos del patriarca de la familia con ambos bandosː Por una parte, el padre de los Mosquera ayudó a las fuerzas realistas a refugiarse en su ciudad luego de la Batalla de Boyacá, y después, cuando Simón Bolívar llegó victorioso a Popayán, Mosquera se presentó ante él jurandole lealtad.

### Trayectoria

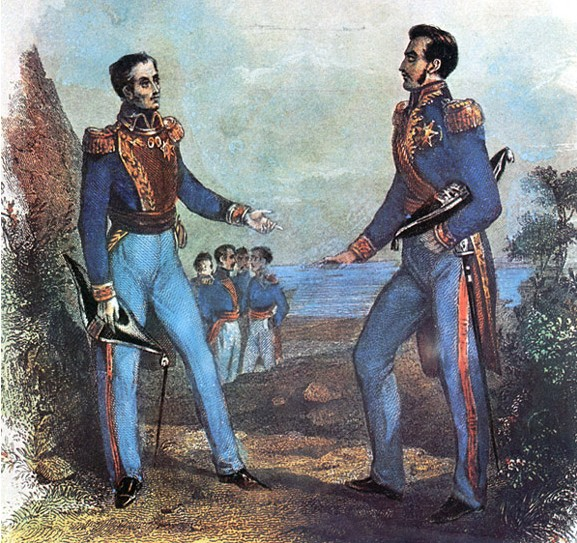
Bolívar y San Martín, recreación.

Joaquín inició su carrera el 1 de octubre de 1821 como ministro plenipotenciario en Perú, Chile y Argentina, nombrado por el propio Bolívar. En ese cargo Mosquera logró la reunión entre Bolívar y José de San Martín en Guayaquil, Ecuador, y trabajó por la unión diplomática entre Perú y Colombia, convirtiéndose en el primer diplomático colombiano en firmar tratados internacionales en la historia de la joven nación.
En 1823, Mosquera fue nombrado por el congreso como senador, por lo que tuvo que regresar a Colombia para posesionarse, llegando hasta 1824, ocupando la curul hasta 1827. 
Luego de abandonar el Congreso, Mosquera se dedicó a la enseñanza, siendo uno de los firmantes del acta de creación e instalación de la Universidad del Cauca, junto con Santiago Arroyo y Valencia, Manuel Mariano Urrutia, Lino de Pombo, Marcelino Hurtado, Manuel José de Cayzedo y Rufino Cuervo, entre otros. En dicho claustro fue también catedrático.
En 1828, Mosquera fue nombrado como presidente de la Convención de Ocaña, pero luego de los intentos de mantenerse en el poder por parte de Bolívar, la convención se disolvió y se abrió la grieta entre Santander y Bolívar. El presidente Bolívar había creado el Consejo de Estado en 1817 luego nombró a Mosquera como consejero de estado en ese año, con lo cual Mosquera se convirtió en un influyente asesor para el gobierno. Pese a eso, Mosquera se opuso a la constitución bolivariana de 1828, la cual terminó siendo expedida con algunas reformas.

## Presidencia (1830)

### Gabinete
Una reforma constitucional surgida de la separación de la Gran Colombia, dividió la secretaría de gobierno en 4 gabinetesː Relaciones Exteriores o Cancillería, Interior y Justicia, Hacienda, y Guerra y Marina. Durante sus gobierno discontinuos, los secretarios de despacho de Mosquera fueron los siguientesː
| Cargo                                 | Nombre                                | Inicio                  | Final                   |
| ------------------------------------- | ------------------------------------- | ----------------------- | ----------------------- |
| Vicepresidencia                       | Domingo Caicedo y Sanz de Santamaría  | 4 de mayo de 1830       | 2 de agosto de 1830     |
| Secretario de Relaciones Exteriores   | Vicente Borrero                       | 24 de junio de 1830     | 29 de abril de 1831     |
| Secretario de Relaciones Exteriores   | Juan García del Río                   | 30 de abril de 1831     | 1831                    |
| Secretario del Interior y de Justicia | Alejandro Osorio Uribe                | 20 de enero de 1830     | 30 de junio de 1830     |
| Secretario del Interior y de Justicia | Vicente Azuero Plata                  | 2 de julio de 1830      | 4 de septiembre de 1830 |
| Secretario del Interior y de Justicia | José María del Castillo Rada          | 4 de mayo de 1831       | 6 de junio de 1831      |
| Secretario del Interior y de Justicia | Gral. José María Obando (e)           | 6 de junio de 1831      | 13 de junio de 1831     |
| Secretario del Interior y de Justicia | José Félix de Restrepo                | 11 de junio de 1831     | 16 de agosto de 1831    |
| Secretario del Interior y de Justicia | Alejandro Vélez Barrientos            | 16 de agosto de 1831    | 21 de octubre de 1831   |
| Secretario del Interior y de Justicia | José María Obando (e)                 | 21 de octubre de 1831   | 23 de octubre de 1831   |
| Secretario del Interior y de Justicia | José Francisco Pereira                | 22 de octubre de 1831   | 3 de abril de 1832      |
| Secretario de Hacienda                | José Ignacio de Márquez               | 1 de agosto de 1831     | 25 de noviembre de 1831 |
| Secretario de Hacienda                | Diego Fernando Gómez                  | 26 de noviembre de 1831 | 1831                    |
| Secretario de Guerra y Marina         | Pedro Alcántara Herrán                | 1 de enero de 1830      | 5 de mayo de 1830       |
| Secretario de Guerra y Marina         | Joaquín París Ricaurte                | 17 de mayo de 1830      | 12 de julio de 1830     |
| Secretario de Guerra y Marina         | Gral. Luis Francisco de Rieux         | 13 de julio de 1830     | 31 de mayo de 1831      |
| Secretario de Guerra y Marina         | Gral. José María Obando               | 2 de junio de 1831      | 12 de noviembre de 1831 |
| Secretario de Guerra y Marina         | Rafael del Castillo y Rada (e Marina) | 2 de junio de 1831      | 1831                    |
| Secretario de Guerra y Marina         | Antonio Obando                        | 24 de noviembre de 1831 | 12 de marzo de 1832     |

Con la renuncia de Simón Bolívar a la presidencia en 1830, Mosquera fue elegido como su sucesor por el Congreso de la República el 4 de mayo de ese año, dado que Bolívar apoyó la candidatura de este último creyendo que no podría posesionarse ante su aparente falta de salud y pudiera tomar el poder él mismo.
Pese a su elección, Mosquera no pudo asumir de inmediato el cargo porque se encontraba en Popayán en ese momento y fue reemplazado por su vicepresidente Domingo Caycedo. Meses después Mosquera llegó a Bogotá, y asumió el mando el 13 de junio en el Palacio de San Carlos, entonces sede del Ejecutivo. El 1 de agosto Mosquera se retiró a Anolaima por problemas de salud y el poder lo reasumió Caicedo, asumiendo de nuevo el 17 de ese mes.

### Economía y sociedad
Una de sus primeras medidas fue reconocerle una pensión vitalicia al expresidente Bolívar. Pese a ese desface, Mosquera quiso buscar sanar las finanzas del país, que estaba endeudado por las guerras de independencia, ya que buscaba modernizar el territorio nacional. 
Para lograrlo, Mosquera ordenó un informe económico a todas las dependencias del país, para evaluar los costos de modernización del Estado. Además del informe, se extinguieron los salarios de cargos que no estaba en funcionamiento, y se les gravó a quienes ganaban 500 pesos para lograr pagar los salarios de los servidores que no ganaban un sueldo estable, y por último decretó vigilancia para controlar las finanzas del Estado.

### Relaciones exteriores

Bandera de la Gran Colombia

Gracias a su experiencia con los asuntos de Perú, Mosquera intentó mantener unida a Colombia. Envió una misión diplomática a Venezuela para que la provincia no se separara de la unión. En Ecuador, José María Obando opuso resistencia a los intentos independentistas de Juan José Flores, y Mosquera apoyó la gestión de Obando enviado diplompáticos a dirimir el conflicto. Sin embargo, Mosquera no logró evitar la división y Ecuador y Venezuela de Colombia.

### Golpe de Estado
Sin embargo, su gobierno terminó pronto cuando el general venezolano Rafael Urdaneta lo derrocó el 4 de septiembre de ese año, a raíz de la escandalosa división del país en tres naciones independientes. Tras su derrocamiento el expresidente huyó a los Estados Unidos, radicándose en Nueva York.

### "Segundo" gobierno trunco
Irónicamente Urdaneta terminó renunciando el 23 de noviembre de 1830 y Mosquera regresó de Estados Unidos para posesionarse nuevamente como presidente de Colombia. Mosquera asumió simbólicamente el poder el 2 de mayo de 1831, ya que nunca se posesionó, pese a que su vicepresidente Domingo Caycedo asumió el mando y le solicitó a Mosquera que regresara al país para posesionarse. Mosquera no quiso asumir el poder porque consideró que no valía la pena tomarlo estando cerca de terminar, por lo que Caycedo terminó el período.  

## Postpresidencia

### Candidatura presidencial
Mosquera se presentó a las elecciones de 1832, enfrentándose con Francisco de Paula Santander, quien lo venció con amplia ventaja obteniendo 49 votos contra los 6 de Mosquera. Dado que Mosquera se rehusó a asumir el mandato que por ley estaba por completarse en ese momento, Caicedo le entregó el poder al vicepresidente electo, José Ignacio de Márquez, dado que Santander estaba ausente de Colombia en el momento de su elección.

## Vicepresidencia (1833-1835)

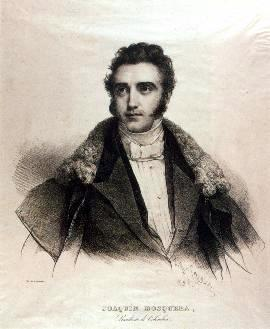
Litografía de Mosquera, 1832

Pese a su derrota en las elecciones, Mosquera fue nombrado vicepresidente de la Nueva Granada por el presidente Santander, posesionándose el 9 de marzo de 1833, reemplazando al titular José Ignacio de Márquez. Se convirtió rápidamente en el consejero más cercano del presidente, muy a pesar de la amistad que Mosquera y el fallecido Bolívar. También ejerció el poder de manera transitoria durante las ausencias de Santander en el país. 
Durante su vicepresidencia, Mosquera continuó al frente de sus actividades académicas, fundado en 1833 la Sociedad de Educación Elemental Primaria de Popayán, grupo académico del cual surgieron importantes personalidades del Cauca, incluyendo a Ramón Rebolledo (tío de Rafael Pombo), y Matías Cajiao (de quien descendía María Hurtado Cajiao). La SEEPP fue influyente en los comicios posteriores.
Sin embargo renunció el 1 de abril de 1835, porque estaba en contra de las políticas educativas y anticlericales de Santander. Fue reemplazado por Márquez, quien ocupó el cargo hasta el término del gobierno de Santander.

## Postgobierno
Alejado de la político, en su periódico El Fósforo, Mosquera atacó la doctrina de Bentham, a quien Santander admiraba y cuya doctrina estaba propagando por el país. Después fue rector de la Universidad del Cauca y, en varias ocasiones, profesor de este plantel. Posteriormente se fue a vivir a Europa en compañía de su familia, incluyendo su sobrina Amalia Mosquera, divorciada del expresidente Pedro Alcántara Herrán.

### Muerte
Joaquín Mosquera murió en su natal Popayán, el 4 de abril de 1878 a la avanzada edad de 90 años, meses antes de que su hermano Tomás Cipriano falleciera a los 82 años, estando completamente ciego.

## Familia
Joaquín era miembro de la poderosa familia de los Mosquera, y también de los ricos hacendados de los Arboleda, que en suma lo convirtieron en una de las personas más poderosas de Colombia en su momento.
Su padre era José María Mosquera y Figueroa, un rico hacendado y esclavista de Popayán, hermano del político Joaquín Mosquera y Figueroa, presidente de la Regencia del Reino de España. Su madre era María Manuela Arboleda y Arrachea, quien era hermana del sabio y prócer de la Independencia Antonio María Arboleda y Arrachea, quien irónicamente era abolicionista. Joaquín era el segundo 10 hijos, junto a María Josefa, María Petronila, María de los Dolores, Pedro Domingo, María Manuela, María Francisca, Tomás Cipriano, y los gemelos Manuel María y Manuel José Mosquera y Arboleda.
Tres de sus hermanos destacaron también en la vida social colombianaː Tomás Cipriano, fue un destacado militar y fue nombrado presidente del país en cuatro ocasiones, y en un elector importante de otros dos presidentes; Manuel José fue sacerdote católico y llegó a ser Arzobispo de Bogotá durante el gobierno de su hermano Tomás Cipriano; y su gemelo Manuel María, un destacado educador, quien llegó a ser Rector de la Universidad del Cauca.
Respecto a sus otros hermanos... María de los Dolores Vicenta Mosquera se casó con el político Nicolás Hurtado y Arboleda, quien llegó a ser alcalde de Popayán; María Manuela Dominga hizo lo propio con Vicente Javier Arboleda Valencia, hijo de Antonio María Arboleda y de la nieta del banquero Pedro Agustín de Valencia, cabeza de otra poderosa familia colombiana; y Manuel María se casó con María Josefa Pombo O'Donell, hermana del político y militar Lino de Pombo O'Donell, y por consiguiente tía del poeta Rafael Pombo. Los hermanos Julio y Sergio Arboleda Pombo también pertenencen a esta rama familiar.

### Matrimonio
Joaquín contrajo matrimonio con su prima María Josefa Mosquera Hurtado, con quien tuvo seis hijos: José María Pío, Rosa, Pedro, María Josefa Petrona, Mariana y Eusebia Mosquera y Mosquera.
Su esposa era sobrina de Nicolás Hurtado y Arboleda, cabeza de la rama familiar de la que descienden el político Ezequiel Hurtado Hurtado (presidente de Colombia en 1884); y María Hurtado Cajiao, esposa del político conservador Laureano Gómez (quien también fue presidente, entre 1950 y 1951, y luego el 13 de junio de 1953), ambos padres del político Álvaro Gómez Hurtado.

### Anécdotas
Se sabe de una ocasión en 1865, cuando su hermano, el expresidente Tomás Cipriano de Mosquera, fue a visitarlo a París, donde Mosquera se estaba sometiendo a un procedimiento médico por su estado de salud precario. Mosquera vivía en Europa en compañía de su hermano Manuel María, su cuñada y prima Mariana Arboleda, y su sobrina Amalia Mosquera (la hija de Tomás Cipriano), quien vivía con su tío luego de su divorcio de Pedro Alcántara Herrán.

## Homenajes
Un retrato suyo está ubicado en el Salón del Consejo de Ministros, en la Casa de Nariño -sede del presidente de Colombia-; junto al retrato de Mosquera también están los de Camilo Torres, su exvicepresidente Domingo Caycedo, y Jorge Tadeo Lozano.